# Chiddes (Saône-et-Loire)
Chiddes település Franciaországban, Saône-et-Loire megyében. Lakosainak száma 83 fő (2022. január 1.). Chiddes Buffières, Pressy-sous-Dondin, Saint-Vincent-des-Prés, Sivignon, Suin és La Vineuse sur Fregande községekkel határos.

## Népesség
A település népességének változása:
| Lakosok száma | 86   | 91   | 95   | 93   | 90   | 88   | 86   | 85   | 83   |
|               | 2013 | 2015 | 2016 | 2017 | 2018 | 2019 | 2020 | 2021 | 2022 |